# Distretto di Muzaffargarh
Il distretto di Muzaffargarh (in urdu: ضلع مظفر گڑھ) è un distretto del Punjab, in Pakistan, che ha come capoluogo Muzaffargarh. Nel 1998 possedeva una popolazione di 2.635.903 abitanti.